# Juillet 1981

## Événements
- 3 juillet : le pape Jean-Paul II désigne une commission d’étude de la controverse ptoléméo-copernicienne des XVIe et XVIIe siècles, afin d’examiner les erreurs commises par l’Église lors de l’affaire Galilée. En 1992, Jean-Paul II a publiquement reconnu les erreurs de la plupart des théologiens au XVIIe siècle (voir repentance de l’Église).

- 4 juillet : Trường Chinh, président de la République du Viêt Nam (fin en 1986).

- 7 juillet[1] : légalisation du divorce en Espagne.

- 5 juillet (Formule 1) : victoire du français Alain Prost sur une Renault au Grand Prix automobile de France.

- 16 juillet : Mahathir Mohamad (UMNO), Premier ministre de Malaisie (fin en 2003).

- 17 juillet[2] : Israël bombarde Beyrouth Ouest pour frapper les quartiers généraux palestiniens. En réponse, les Palestiniens multiplient les bombardements sur la Galilée.

- 18 juillet (Formule 1) : Grand Prix automobile de Grande-Bretagne.

- 23 juillet (Rallye automobile) : arrivée du Rallye d'Argentine.
- 24 juillet :
  - Philip Habib, envoyé par Ronald Reagan, obtient un cessez-le-feu au Liban[3]. C’est une reconnaissance implicite des organisations palestiniennes par Israël.
  - élection présidentielle en Iran, Mohammad Ali Radjaï est élu.

- 25 juillet - 1er aout : le 66e congrès mondial d’espéranto a lieu à Brasilia. Il a pour thème « Cultures et langues : des ponts et des barrières ».

- 28 juillet : le séisme de Sirch (Kerman, Iran) d’une magnitude MS 7.2 fait au moins 3 000 victimes.

- 29 juillet (Royaume-Uni) : mariage de l’héritier du trône britannique, le prince Charles de Galles avec Lady Diana Spencer qui devient alors princesse de Galles. La cérémonie est suivie par des millions de téléspectateurs, en direct de la cathédrale Saint-Paul de Londres.

- 31 juillet : intervention de l’armée sénégalaise en Gambie pour soutenir le président Dawda Jawara renversé par un coup d’État.

## Naissances
- 4 juillet : 
  - Tahar Rahim, acteur français.
  - William Smith, joueur américain de football américain († 9 avril 2016).
- 6 juillet : Francesca Antoniotti, animatrice TV.
- 7 juillet : Paula Francisco Coelho, femme politique angolaise
- 8 juillet :
  - Andy Gillet, acteur et mannequin français.
  - Anastasia Myskina, joueuse de tennis russe.
- 12 juillet :  « Juan Bautista » (Jean-Baptiste Jalabert), matador français.
- 13 juillet :
  - Zəlimxan Hüseynov, lutteur azerbaïdjanais
  - Ágnes Kovács, nageuse hongroise
  - Ineta Radēviča, athlète lettonne
  - Saida Riabi, lutteuse tunisienne
- 14 juillet : Jonathan Vandenbroeck alias Milow, chanteur belge.
- 15 juillet : 
  - Alou Diarra, footballeur français.
  - Bibiche Kabamba, joueuse congolaise de handball.
- 16 juillet : Viktor Viktorovytch Ianoukovytch, homme politique ukrainien († 20 mars 2015).
- 17 juillet : Mélanie Thierry, actrice française.
- 18 juillet : Michiel Huisman, acteur néerlandais.
- 19 juillet : Ahawi Amal Imani, lutteuse marocaine.
- 20 juillet : Samir Lemoudaâ, footballeur algérien.
- 23 juillet : Raphaël Personnaz, acteur français.
- 25 juillet : Glauk Konjufca, personnalité politique kosovare.
- 26 juillet : Maicon Douglas Sisenando, footballeur brésilien.
- 28 juillet : Steve Smith, basketteur américain.
- 29 juillet : Fernando Alonso, pilote espagnol de Formule 1.

## Décès
- 1er juillet : Bernard Dimey, poète, parolier français (° 1931).
- 3 juillet : Ross Martin, acteur américain (° 22 mars 1920).

- 5 juillet : Alma Joslyn Whiffen-Barksdale, mycologue américaine  (° 25 octobre 1916)
- 9 juillet : John Franklin Bardin, écrivain américain, auteur de roman policier (° 1916).